# José Martí: el ojo del canario
José Martí: el ojo del canario es una película cubana dramática de temática histórica y biográfica de 2010, escrita y dirigida por Fernando Pérez Valdés. Está inspirada en la niñez y adolescencia de José Martí, un destacado político, pensador, escritor e independentista cubano de la segunda mitad del siglo XIX, en el período de su vida que abarca desde los 9 hasta los 17 años de edad. La película es una colaboración cubano-española, producida conjuntamente por el Instituto Cubano de Arte e Industria Cinematográficos (ICAIC), Televisión Española (TVE) y las productoras (también españolas) Wanda Films y Lusa Films SL. José Martí: el ojo del canario constituye el título inaugural de la saga Libertadores, una colección de ocho películas pensada en el marco de las conmemoraciones por el bicentenario de las independencias hispanoamericanas y dedicada a sus próceres más destacados.

## Argumento
José Martí: el ojo del canario busca adentrar al espectador en la complejidad cotidiana que forjó la personalidad y el carácter de José Martí durante sus años de infancia y adolescencia, específicamente en el período de su vida que se extiende desde los 9 hasta los 16 años de edad, cuando es encarcelado por el gobierno español en Cuba y condenado a seis años de cárcel y trabajos forzados en las canteras de San Lázaro. La ficción de la película narra la vida de un Martí rodeado por problemas familiares, vicisitudes económicas, conflictos e incomprensiones. También refleja los primeros contactos del personaje con el mundo político y con la naturaleza; todos ellos elementos a partir de los que progresivamente se fueron forjando su pensamiento y convicciones. 
El largometraje de 120 minutos está dividido en cuatro partes ordenadas cronológicamente y de similar extensión. Los primeros dos segmentos están dedicados a la infancia del personaje con la actuación de Damián Rodríguez, mientras que los dos últimos ahondan en la etapa de la adolescencia a través de la interpretación de Daniel Romero.

### Abejas
La primera parte trata las vivencias de José Martí en la ciudad y en el campo. Las dos primeras escenas son de relevante importancia porque marcarán definitivamente el discursar de la película y de la psicología misma del protagonista. El Martí niño se niega a delatar a sus compañeros de clase que han robado un examen de la vitrina del maestro, mientras su padre, Don Mariano, defiende públicamente a un anciano ante las vejaciones de una señora aristócrata. En esencia, este primer fragmento de la película refleja rasgos característicos de la personalidad de Martí como su tendencia al ensimismamiento y su profundo carácter melancólico, así como su fuerte convicción moral de defender la dignidad frente a un acto de humillación. También se muestra la relación con sus seres más allegados, especialmente con su madre, sus hermanas y su amigo Fermín Valdés Domínguez; así como sus temores de niño y la exploración de la sexualidad (en dos escenas que suscitaron el escándalo entre los espectadores más conservadores). 
En la segunda mitad de esta parte, Martí deja La Habana en el período de receso escolar y se traslada a la finca Hanábana, cercana al poblado de Calimete, en la provincia de Matanzas, para ayudar a su padre en trabajos de transcripción. Aquí tiene lugar su primer acercamiento a la naturaleza de la mano de un negro esclavo que le enseña los secretos y los sonidos del campo, una experiencia que influirá decisivamente el estilo y las temáticas de la obra poética martiana. 
El fragmento concluye con el enfrentamiento de Don Mariano con los terratenientes de la zona por el tráfico de esclavos. Martí, escondido entre los juncos de la playa, conoce por primera vez el horror de la esclavitud, mientras contempla la imagen de desamparo de un niño negro envuelto por las abejas. En este momento el título “Abejas” cobra sentido y se presentan dos nuevos rasgos de Martí: su hipersensibilidad y su poder de observación.

### Arias
La segunda parte relata los primeros encuentros de Martí con el ambiente artístico y político de Cuba. Comienza a trabajar a medio tiempo como contable en el bodegón de Don Salustiano y por las noches asiste a las clases en el colegio del maestro Rafael María de Mendive, de quien se nutriría en gran medida su pensamiento político y gusto artístico. En el bodegón Martí presencia actos de conspiración contra el gobierno y enfrentamientos con oficiales españoles. El contacto cotidiano con este ambiente lo llevará a irse interesando poco a poco por la política; pero, nuevamente, el director busca destacar más los momentos que corresponden a la faceta poética de Martí que los de carácter político, aquellos momentos que materializan el espíritu de la obra y la sensibilidad de Martí, especialmente cuando se le ve traduciendo a Lord Byron y cuando empieza a frecuentar el teatro, donde queda fascinado por la ópera. Hacia el final de esta parte Martí contempla a la cantante Adelina Patti, mientras ensaya una aria en el escenario del teatro. En paralelo, en el hogar de los Martí, muere la más pequeña de las hermanas. Camino al cementerio, Martí se topa con una madre sentada en las rocas de la costa con una niña en brazos.

### Cumpleaños
En la tercera parte asistimos a los comienzos del quehacer político, revolucionario y poético de Martí. Se le ve más maduro, totalmente implicado en la conspiración contra España a través de sus publicaciones en Patria libre. El foco de atención de este segmento se centra en los sucesos del Tearo Villanueva, donde se representaba la obra Perro Huevero. La frase "¡Viva la tierra que produce la caña!" desencadenó un altercado entre voluntarios españoles e independentistas. Martí, que estaba presente en el teatro, logra escapar y se refugia en casa de su maestro Mendive. Su madre va a buscarlo. En el camino de regreso presencian varios asesinatos y tiene lugar un violento enfrentamiento entre Martí y uno de los voluntarios que quiere obligarlo a gritar “¡Viva España con honra!”. Logran salir ilesos de la situación, pero al llegar a casa Don Mariano acusa a su hijo de poner a la madre en grave peligro y de abandonar a su familia. Martí, orgulloso, se niega a pedir disculpas de rodillas a su padre. La tensión con Don Mariano ya había provocado que Martí se fuese a vivir a la casa de Mendive.  
Con la implicación en la esfera política y el recurso al dato histórico, en esta tercera parte la figura de Martí empieza a perder frescura y roza por momentos el acartonamiento. El pequeño discurso sobre la democracia en la clase de latín suena un tanto trillado, pero una vez más se salva por el recurso poético y el elemento visual de un Martí pensativo frente a las olas que rompen en las rocas de la costa. Esta parte cierra con Martí volviendo a su hogar después de una breve estancia en la casa de Mendive y su madre le recuerda que ese día había sido su cumpleaños dieciséis. 

### Rejas
La cuarta parte pone punto final al filme con el enfrentamiento de José Martí a las autoridades españolas y su condena al presidio con trabajos forzados. La imagen final presenta a un Martí en plena soledad, “mirando al espectador desde el dolor, pero también desde su firmeza”, en palabras del director, mientras los créditos van deslizándose junto a su rostro y apenas se escucha su respiración.

## Guion
La información que se tiene sobre la infancia y adolescencia de José Martí es escasa, lo que hace que hace que esta área oscura del registro histórico sea un terreno fecundo para la cinematografía. Con su guion, sin ignorar la historia y con diálogos que buscan adaptarse a la época de la manera más fiel posible, el director Fernando Pérez opta por representar a Martí desde una perspectiva apegada a lo humano, una forma de representación que responde a la visión personal del director sobre el apóstol cubano y no tanto a la idealización y mitificación a la que se había tendido hasta el momento, desde los escándalos de La rosa blanca y Páginas del diario de José Martí (1971) hasta las manipulaciones propagandísticas del director Santiago Álvarez en El primer delegado (1975) y Mi hermano Fidel (1977). El propio Pérez insistió en que su largometraje no pretendía ser una biografía, sino una descripción del "itinerario espiritual" que marcó decisivamente la formación del personaje. En una entrevista declaraba: "Mi intención es humanizar y acortar esa distancia glacial y marmórea en la que yo veo a Martí, para acercarlo a los jóvenes, porque su vida se ha convertido en la hagiografía de Martí, más en una estatua que en un ser humano”. Según una nota de prensa emitida por la organización del 36 Festival de Cine Iberoamericano celebrado en Huelva, España, en 2010 la película es una mirada personal "más subjetiva que biográfica sobre el político y pensador cubano a través de la narración de su infancia y su primera juventud".